# Resolución 1551 del Consejo de Seguridad de las Naciones Unidas
La resolución 1551 del Consejo de Seguridad de las Naciones Unidas, adoptada por unanimidad el 9 de julio de 2004, tras recordar resoluciones anteriores sobre los conflictos en la ex Yugoslavia, incluidas las resoluciones 1031 (1995), 1088 (1996), 1423 (2002) y 1491 (2003), el Consejo prorrogó el mandato de la Fuerza de Estabilización (SFOR) en Bosnia y Herzegovina por un nuevo período de seis meses y acogió con satisfacción el despliegue de la EUFOR Althea al final del mandato de la SFOR. 

## Resolución
El Consejo de Seguridad destacó la importancia de la aplicación del Acuerdo de Dayton (Acuerdo Marco General) y acogió con satisfacción las contribuciones de la SFOR, la Organización para la Seguridad y la Cooperación en Europa y otras organizaciones internacionales. La situación seguía constituyendo una amenaza para la paz y la seguridad y el Consejo estaba decidido a promover una solución pacífica del conflicto. Además, señaló que la Unión Europea tenía la intención de lanzar una misión de seguimiento con un componente militar a partir de diciembre de 2004. 
Actuando en virtud del Capítulo VII de la Carta de las Naciones Unidas, el Consejo recordó a las partes en el Acuerdo de Dayton su responsabilidad de aplicar el acuerdo. Se destacó el papel del Alto Representante para Bosnia y Herzegovina para supervisar su implementación. También se concedió importancia a la cooperación con el Tribunal Penal Internacional para la ex Yugoslavia .
El Consejo de Seguridad elogió a los países que participan en la SFOR y los autorizó a continuar sus operaciones durante seis meses más, al tiempo que acogió con satisfacción el establecimiento de una misión de seguimiento a partir de diciembre de 2004 por la Unión Europea. También autorizó el uso de las medidas necesarias, incluido el uso de la fuerza y la legítima defensa, para garantizar el cumplimiento de los acuerdos y la seguridad y la libertad de movimiento del personal de la SFOR.  Todos los acuerdos se aplicarían a la misión siguiente. 
La resolución acogió además con satisfacción el despliegue de la Misión de Policía de la Unión Europea en Bosnia y Herzegovina desde el 1 de enero de 2003, que había sustituido a la Misión de las Naciones Unidas en Bosnia y Herzegovina . Por último, pidió al Secretario General Kofi Annan que informara sobre los progresos realizados por las partes en la aplicación de sus acuerdos de paz.